# Тумбату
Тумбату (англ. Tumbatu Island) — третій за величиною острів Занзібару, острівної частині Танзанії, що  на східному березі Африки. Острів розташований на північний захід від основного острова Занзібару.

## Географія
Острів у формі клинка має довжину 10 кілометрів при ширині в самій широкій частині (на півдні) майже 3 кілометри. Він оточений рифами, що робить його дещо ізольованим від решти частини Занзібару, незважаючи на те, що його південна частина знаходиться всього в двох кілометрах від міста Мкокотоні на острові Занзібар.
У південній і центральній частинах острова розташовується по одному місту.